# 延期起诉
延期起訴協議（英語：Deferred Prosecution Agreement）指的是一種近似“不起訴協議（ / NPA）”的自願替代裁決，以被告同意滿足某些條件來換取檢察官的赦免。例如，企業欺詐就可以通過延期起訴協議來解決；被告同意支付賠款，實施公司改革並全面配合調查。一旦規定的要求獲滿足，那相應的指控就將撤回。

## 美國
自1999年以來，美國司法部制定了有關起訴商業組織和公司的指導方針。司法部的《美國聯邦檢察官手冊》允許聯邦檢察官在企業犯罪案件中考慮延期起訴或不起訴，因為附帶後果並通常討論了認罪協商、延期起訴協議或不起訴協議。根據《美國聯邦量刑指南》，如果法院沒有裁決有罪並且被告沒有在公開法庭認罪或以其他方式認罪，則過去的延期起訴將不計入被告的犯罪歷史。這與延期處置相反，延期處置則涉及這樣的裁決或承認。
依據紐約大學法學院蕾切爾·巴考和安東尼·巴考（Anthony Barkow）的說法，聯邦檢察官使用“延期起訴協議”和“不起訴協議”的情況在急劇增加，從1993年至2001年的11起增加到2002年至2005年的23起，而到2006年至2008年期間，這個數字增加至66起。這種對檢察官的監管也發生在州一級，例如在艾略特·斯皮策和安德魯·庫默領導下的紐約州總檢察長辦公室。 大約一半的“延期起訴協議”都任命了外部監督員。
而在孟晚舟事件中，孟晚舟也正是通過承認美國政府對其誤導國際金融機構指控的真實性及承諾不再觸犯美國聯邦刑法為條件而獲得美國司法部的延期起訴。

## 加拿大
加拿大關於制訂“延期起訴協議”立法可能性的討論始於2016年2月。在“延期起訴協議”之前，加拿大已經有“起訴裁量”，這“使違法公司有可能藉談判，為刑事犯罪爭取非刑事處罰”。2018年6月，加拿大通過綜合預算實施法案C-74的條款，頒布了DPA，同時該法案也修訂了加拿大的《刑事法典》。據加拿大《法律時報》的報道，“延期起訴協議”改變加拿大法院起訴白領犯罪的方式；這其中包括一個補救系統，如果“他們與官方和法院合作”，犯罪者可以避免被定罪。《法律時報》引用渥太華律師帕特里克·麥肯（Patrick McCann）的話稱，“延期起訴協議”將“使加拿大與許多其他有延期起訴協議的國家保持一致，這包括美國、英國和大多數其他歐洲國家”。根據麥肯的說法，“延期起訴協議”“解決了當你的大公司有一個流氓高級管理人員時遇到這種情況的不公平”，他犯了罪，而導致整個公司都受到指責。同時，麥肯表示，“延期起訴協議”對沒有任何不當行為的公司的投資者也是公平的。
該立法同樣也規定，在觸犯《外國公職人員腐敗法》的情況下，檢察官“不得考慮國家經濟利益、對與加拿大以外國家的關係的潛在影響或所涉組織及個人的身份。”